# Сурманидзе, Рамаз Дурсунович
Рамаз Дурсунович Сурманидзе (груз. რამაზ სურმანიძე, 10 мая 1933 — 9 октября 2020) — грузинский советский учёный, врач, организатор здравоохранения, общественный деятель.

## Биография
Окончил Тбилисский государственный медицинский институт.
В 1944—1947 годах работал почтальоном в селе Чала Шуахевского района. 1950—1956 гг. — ординатор Первой клинической больницы, 1956—1957 гг. — в поликлинике с. Баралет, 1957—1963 гг. — главный врач района, 1963—1974 гг. — заместитель главного врача больницы № 1 в Батуми — руководитель отдела здравоохранения исполкома Батумского городского совета, в 1975—1977 годах заместитель председателя Аджарского регионального совета по управлению профсоюзными курортами, председатель, в 1977—1985 годах был министром здравоохранения Аджарии.
В 1968 году защитил диссертацию на соискание степени кандидата медицинских наук, в 1999 году — доктора медицинских наук.
Являлся членом Союза журналистов Грузии с 1983 года и Союза писателей с 1987 года.
Был депутатом Верховного Совета Республики Грузия первого созыва (1990—1991), подписал Акт восстановления государственной независимости Грузии (9 апреля 1991 г.).